# Линдбом, Лассе
Ларс «Лассе» Йоран Бертиль Линдбом (швед. Lars "Lasse" Göran Bertil Lindbom, род. 30 марта 1949 года в Стокгольме, Швеция) — шведский артист, музыкант (главным образом бас-гитарист) и музыкальный продюсер.

## Биография
Линдбом стал известен в составе группы Landslaget, в составе которой помимо прочих также играл Магнус Линдберг в конце 1970-х. Линдбом несколько раз, в качестве сольного артиста, а также в составе музыкальных групп, участвовал в шведском музыкальном конкурсе «Melodifestivalen» (его победитель, как правило, является представителем Швеции на Евровидении):
- 1975 — В составе группы Landslaget с песней «Den gamla jukeboxen» — 7 место
- 1977 — В составе группы Landslaget с песней «Sommar’n −65» — 3 место
- 1980 — Как сольный артист с песней «För dina bruna ögens sake» — 10 место
- 1995 — Как сольный артист с песней «Följ dina drömmar» — 5 место

Линдбом также играл в группе Triad, которая в 1987 году выпустила песню «Tänd ett ljus», ставшую большим хитом на Рождество в Швеции. Эту песню также признают самой часто проигрываемой рождественской песней в Швеции. Также является участником группы The Husbands с 1986 года.
Линдбом способствовал развитию успеха творчества Мари Фредрикссон, с которой также состоял в отношениях в начале 1980-х.
Линдбом был со-продюсером, а также музыкантом в группе Ульфа Лунделла на протяжении почти десятилетия. Он продюсировал альбома Лунделла Ripp rapp, Den vassa eggen и Kär och galen, которые задали тон всей его карьере. В конце 2020 года шведский канал SVT выпустил двухсерийный документальный фильм, посвящённый творчеству Ульфа Лунделла. После выхода фильма в прессе разразился скандал, когда выяснилось, что в фильме ни словом не был упомянут ни Лассе Линдбом, ни другой «легендарный» шведский продюсер Къелль Андерссон (швед. Kjell Andersson) — оба они работали вместе и продюсировали альбомы Лунделла. На защиту продюсеров встал шведский музыкант Никлас Стрёмстедт, назвавший решение создателей фильма не упоминать у нём Линдбома и Андерссона «скандальным».
В начале своей карьеры Линдбом был просто музыкантом в различных проектах, но именно Къелль Андерссон поспособствовал тому, что Лассе Линдбом стал музыкальным продюсером.
Помимо прочих проектов Линдбомм продюсировал первые четыре альбома Gyllene Tider и первые два сольных альбома Пера Гессле, а также альбом группы Rex de Rox Moderna mysterier (1985). Линдбом оказал такое существенное влияние на становление Gyllene Tider, что в песне «Povel Ramel, Paul McCartney & Jag» из альбома Moderna Tider (1981) есть строчка с текстом «Listen! Listen!, sa Paul, Spelar dom inte Lindboms senaste hit?» (со швед. — «Слушай, слушай, сказал Пол, не уж-то они играют последний хит Линдбома?»).
В 2022 году гастролировал по Швеции в составе группы Lindboms acoustic.
Летом 2024 года вышел художественный фильм о Gyllene Tider «Sommartider – Filmen om Gyllene Tider», где Линдбома сыграл известный шведский актёр Хампус Халльберг.
В ноябре 2024 года Линдбом и группа The Husbands дала концерт в шведском городе Мальмё.